# Lista de membros do AC/DC

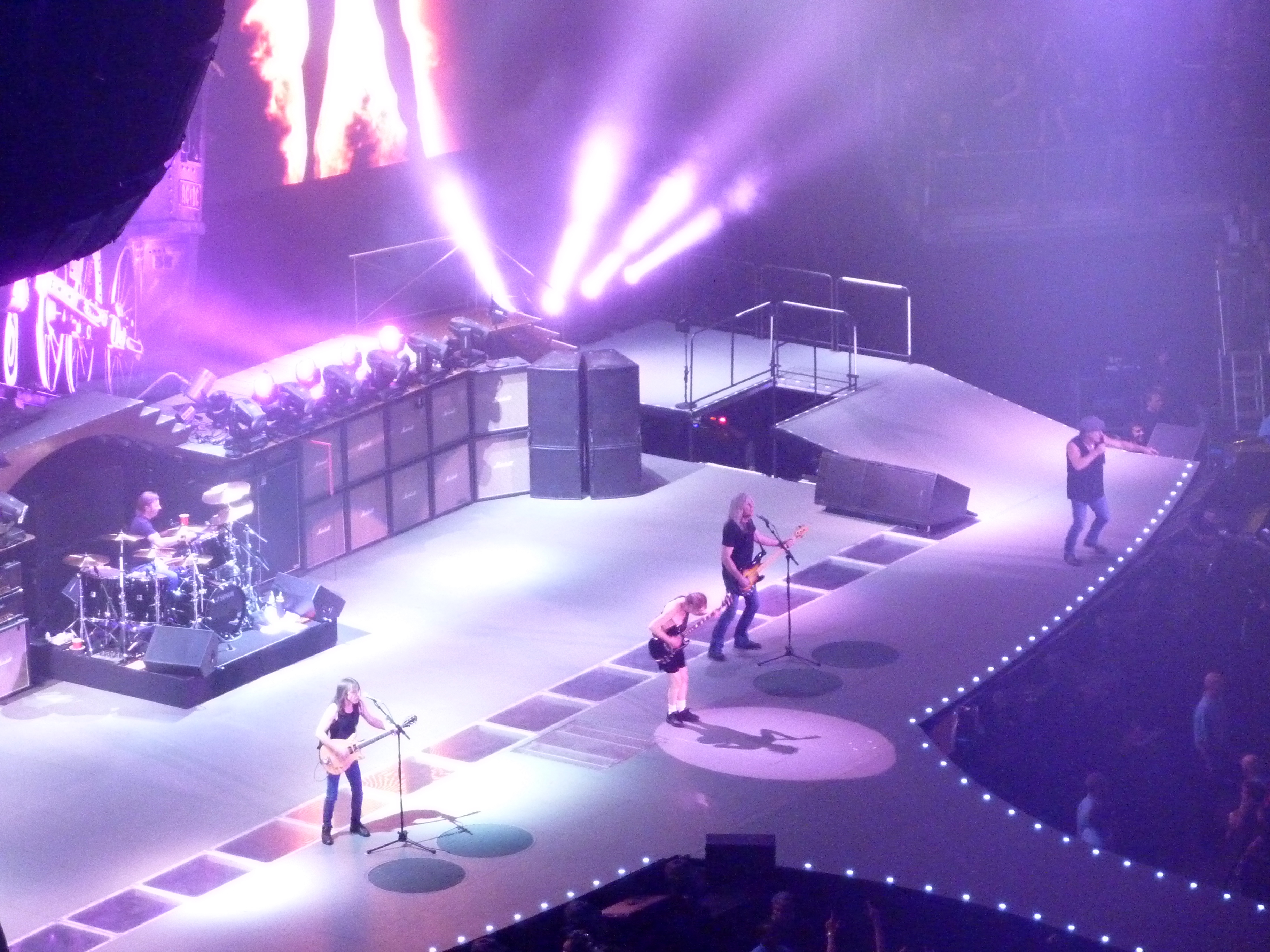
AC/DC com sua formação mais famosa. Na turnê de promoção do álbum "Black Ice" em 2008

AC/DC é uma das maiores e mais bem sucedida banda de rock de todos os tempos. Formada pelos guitarristas Malcolm e Angus Young, em 1973 em Sydney, Austrália. Malcolm, criou a banda e uma semana depois convidou seu irmão mais novo para entrar. A primeira formação da banda, contava com com o vocalista Dave Evans , o baixista Larry Van Kriedt,o baterista Colin Burgess, Malcolm Young como a guitarra rítmica e Angus Young como guitarra solo. Depois de uma série de mudanças na formação da banda, foi com Bon Scott nos vocais, Mark Evans no baixo e Phil Rudd na bateria, e lançou cinco álbuns (dois em versão australiana) entre 1975 e 1977. Devido aos contínuas confrontos com o guitarrista Angus Young, Evans foi posteriormente demitido da banda logo após o lançamento de Let There Be rock , porém, explicação oficial da banda foi "diferenças musicais". Cliff Williams foi contratado como seu substituto, e ele permanece com a banda até hoje.
Depois de mais dois álbuns de sucesso, Powerage lançado em 1978 e Highway to Hell  de 1979, a banda se preparava a gravar novamente um novo disco. Infelizmente no dia 19 de fevereiro de 1980, morre o lendário vocalista, Bon Scott. A banda pensou em desistir e não seguir em frente, mas depois a banda decidiu continuar e contratou Brian Johnson para substituir o lugar de Scott como vocalista. Meses depois, o AC/DC  lança seu primeiro álbum sem Bon Scott, Back in Black em 1980, que é o álbum mais vendido da história do Rock.
A formação continuou a mesma até a gravação do álbum Flick of the Switch em 1983, logo depois, Phil Rudd foi demitido da banda devido a problemas com abuso de drogas e álcool, e com o desentendimento com o guitarrista Malcolm Young.
Simon Wright entrou como substituto de Rudd, realizando nos álbuns Fly on the Wall (1985), Who Made Who (1986) e Blow Up Your Video (1988) durante seu tempo na banda; ele deixou a banda em 1989. O próximo baterista a se juntar AC/DC foi Chris Slade, que gravou a bateria do álbum de estúdio, The Razors Edge . Em 1994 Slade partiu da banda, devido ao desejo dos irmãos Young para voltar a trabalhar com o ex-baterista Rudd, que eles disseram "O estilo único [ de Phill ] tocar, era mais adequado [para] o com do AC/DC". A formação Brian Johnson, Angus Young, Malcolm Young, Cliff Williams e Phill Rudd permaneceu de 1994 até 2014, onde gravaram os álbuns: Ballbreaker (1995), Stiff Upper Lip (2000), Black Ice (2008) e Rock Or Bust (2014).
Em abril de 2014, a banda anunciou que seu membro fundador Malcolm Young estava doente e saiu definitivamente da banda. Em maio de 2014, a banda gravou seu álbum atual, Rock Or Bust com o sobrinho Stevie Young gravando a guitarrista base, substituindo desitivamente seu tio. Em 24 de setembro de 2014, foi confirmado que Malcolm Young partiu oficialmente da banda devido a problemas de saúde, e seria substituído por seu sobrinho Stevie Young permanentemente. Pouco tempo depois, Rudd foi preso e confessou culpado de posse de drogas e ameaça de morte a duas pessoas. A banda contrata o antigo baterista Chris Slade.
O vocalista Brian Johnson encontra-se afastado da banda momentaneamente, porém sem prazo para retorno devido restrições médicas que informam que o mesmo corre o risco de surdez total caso continuasse durante os shows. Entretanto a banda informa que continuará com os shows, com Axl Rose.
No dia 17 de Abril de 2016, o vocalista do Guns 'N' Roses, Axl Rose foi anunciado para ser o vocalista convidado da banda, após a saída do Brian. O AC/DC já havia deixado bem claro que seria um vocalista convidado, e não um membro oficial da banda. Não foi informado se o vocalista participará sobre os futuros projetos do AC/DC, após a conclusão da turnê  Rock or Bust World Tour.

## A atual formação do AC/DC
Angus Young
Ativivade: 1973 - presente
instrumentos: guitarra solo
Contribuições: todos os lançamentos
Angus Young além de guitarra solo, é criador de riffs de guitarra e principal compositor do AC/DC. É o único membro da formação original da banda.
Stevie Young
Atividade: novembro de 1988, maio 2019- atualidade
instrumentos: guitarra, vocal de apoio
Contribuições: Rock or Bust (2014). 
Stevie Young já havia tocado com o AC/DC em 1988 substituindo Malcolm Young, em quanto Malcolm tratava de problemas de saúde. Stevie retornou ao AC/DC em 2014 substituindo definitivamente seu tio.
Chris Slade
Ativo: November 1989 - agosto 1994, maio,2019 - presente
instrumentos regulares: bateria, percussão
Contribuições: The Razors Edge (1990), AC/DC Live (1992) e " Big Gun " (1993)